# Cesonia notata
Cesonia notata är en spindelart som beskrevs av Arthur M. Chickering 1949. Cesonia notata ingår i släktet Cesonia och familjen plattbuksspindlar. Inga underarter finns listade i Catalogue of Life.